# Peter Brinkert

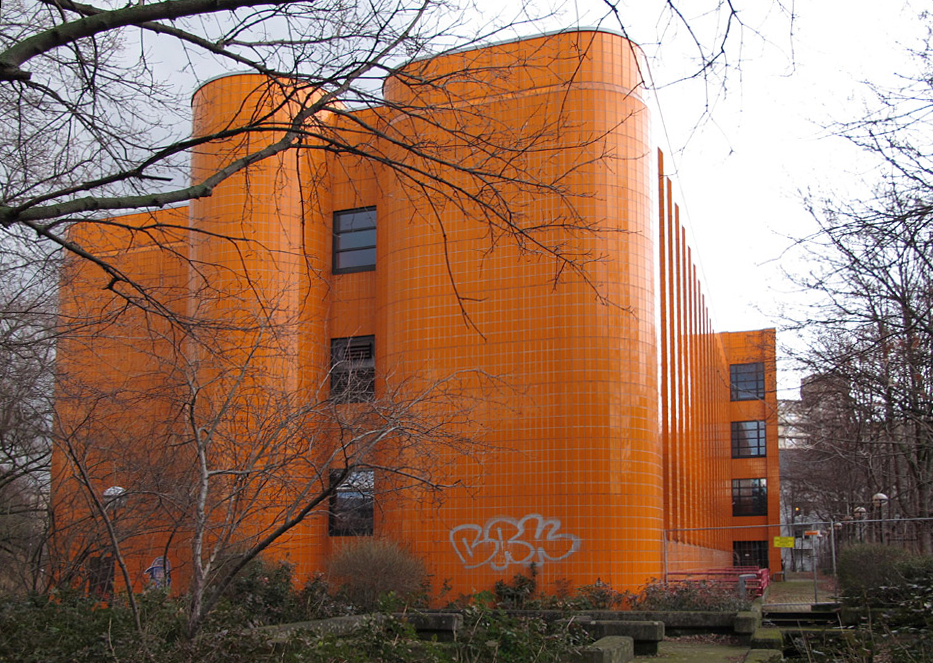
Institut für Werkstoffkunde, Englische Straße, Abriss 2015

Peter Brinkert (* 9. September 1936 in Essen; † 23. August 2014 in Berlin) war ein deutscher Architekt, der in Berlin gelebt und gearbeitet hat.

## Leben und Werk
Zu Beginn seiner Laufbahn als Architekt arbeitete Peter Brinkert als Angestellter im Büro von Gerd und Magdalena Hänska. Gemeinsam mit den Hänskas plante Brinkert Wohnungsbauten in der Schwarzwaldsiedlung in Berlin-Waidmannslust. In den 1970er Jahren machte sich Brinkert selbständig. Sein erster Bau aus dieser Zeit war das in leuchtend orangen Fliesen verschalte Institut für Werkstoffkunde der Technischen Universität Berlin in der Englischen Straße 20 (1971–1972). Dieses Gebäude wurde 2015 abgerissen. Ebenfalls abgerissen, trotz Protesten, wurde das von ihm entworfene Landeslabor in Moabit.
Im weiteren Verlauf der 1970er Jahre bildete Brinkert temporär eine Projektpartnerschaft mit Klaus Bergner und Bernhard Strecker. Gemeinsam planten sie ein Seniorenwohnheim in Berlin-Moabit am Hansa-Ufer 5/6 (1976–1979). Als hauptverantwortlicher Architekt plante Brinkert dann die Gebäude der Fahrbereitschaft der Justizvollzugsanstalt Plötzensee in Berlin-Charlottenburg-Nord (1979–1981). Der Grundriss dieses Gebäude zeigt ein Gestaltungselement, das in Brinkerts Entwürfen der weiteren 1980er Jahre immer wieder vorkommen würde: ein Kreisbogen-Segment. Ebenfalls auf einem Kreisbogen-Segment basieren Teile der Wohnungsbebauung, die Brinkert an der Bachstraße und Cuxhavener Straße in Berlin-Hansaviertel plante (1981–1983). Diese Gebäude sind im Berliner Stadtbild sehr präsent. Die dichte Blockrandbebauung von Brinkert steht in direkter Nähe zur S-Bahn-Strecke. Sie bildete einen auffälligen Gegensatz zur lockeren Bebauung des Hansaviertels auf der gegenüberliegenden Seite der Bahntrasse. An diesen Bauten wirkte der renommierte Bauingenieur Stefan Polónyi als Tragwerksplaner mit. Eine weitere Zusammenarbeit mit Polónyi war das Wohnhaus Schleswiger Ufer 5–8 (1981–1982).
Das bekannteste Werk von Brinkert ist eine Zusammenarbeit von ihm und dem portugiesischen Architekten Álvaro Siza Vieira. Für Siza war Brinkert der Kontaktarchitekt bei der Internationalen Bauausstellung 1987 (IBA 87) in Berlin. Siza und Brinkert bauten am Schlesischen Tor das Wohnhaus mit dem Spitznamen Bonjour Tristesse. Zu den Siza-Bauten am Schlesischen Tor gehören noch ein Seniorenclub und eine Kindertagesstätte in der Nähe des Schlesischen Tors. Brinkert hatte bereits in der Frühphase der IBA-Planungen an einem Blockkonzept für den Bereich gearbeitet, den er dann später mit Siza ausführte. Ebenfalls von Brinkert stammt die kleinformatige, eingeschossige Ladenzeile am Schlesischen Tor direkt gegenüber dem U-Bahnhof, die heute Imbisse und Restaurants beherbergt und im Laufe der Jahre seit ihrer Entstehung stark überformt wurde.
Zu den später ausgeführten IBA-Projekten von Brinkert gehört eine Kindertagesstätte im Fanny-Hensel-Weg in Berlin-Kreuzberg (1987–1990). Dieses Gebäude basiert wieder auf dem für Brinkert typischen Kreisbogen-Segment. In den 1990er Jahren plante Brinkert vor allem Bauten in Ost-Berlin, unter anderem eine Wohnbebauung im Glienicker Weg in Berlin-Köpenick und die Kindertagesstätte Hofzeichendamm/Am Klappgraben in Berlin-Karow. Von 1993 bis 1998 war Brinkert Vorsitzender des Berliner Landesverbands des Bund Deutscher Architektinnen und Architekten.

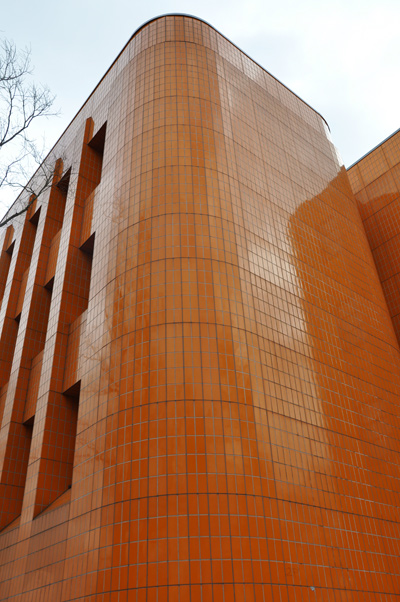
Institut für Werkstoffkunde, Abriss 2015
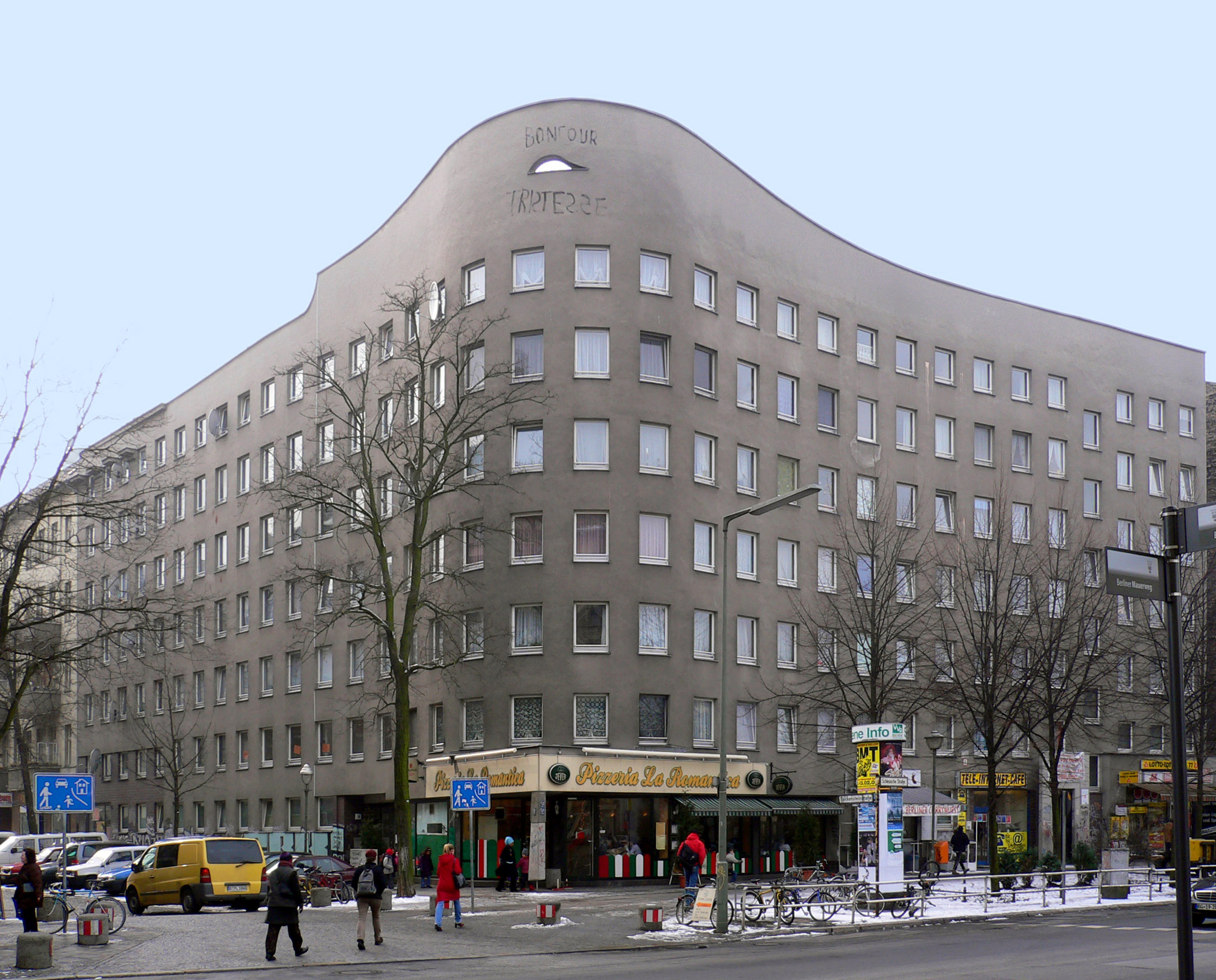
IBA-Bau am Schlesischen Tor, Álvaro Siza Vieira und Peter Brinkert
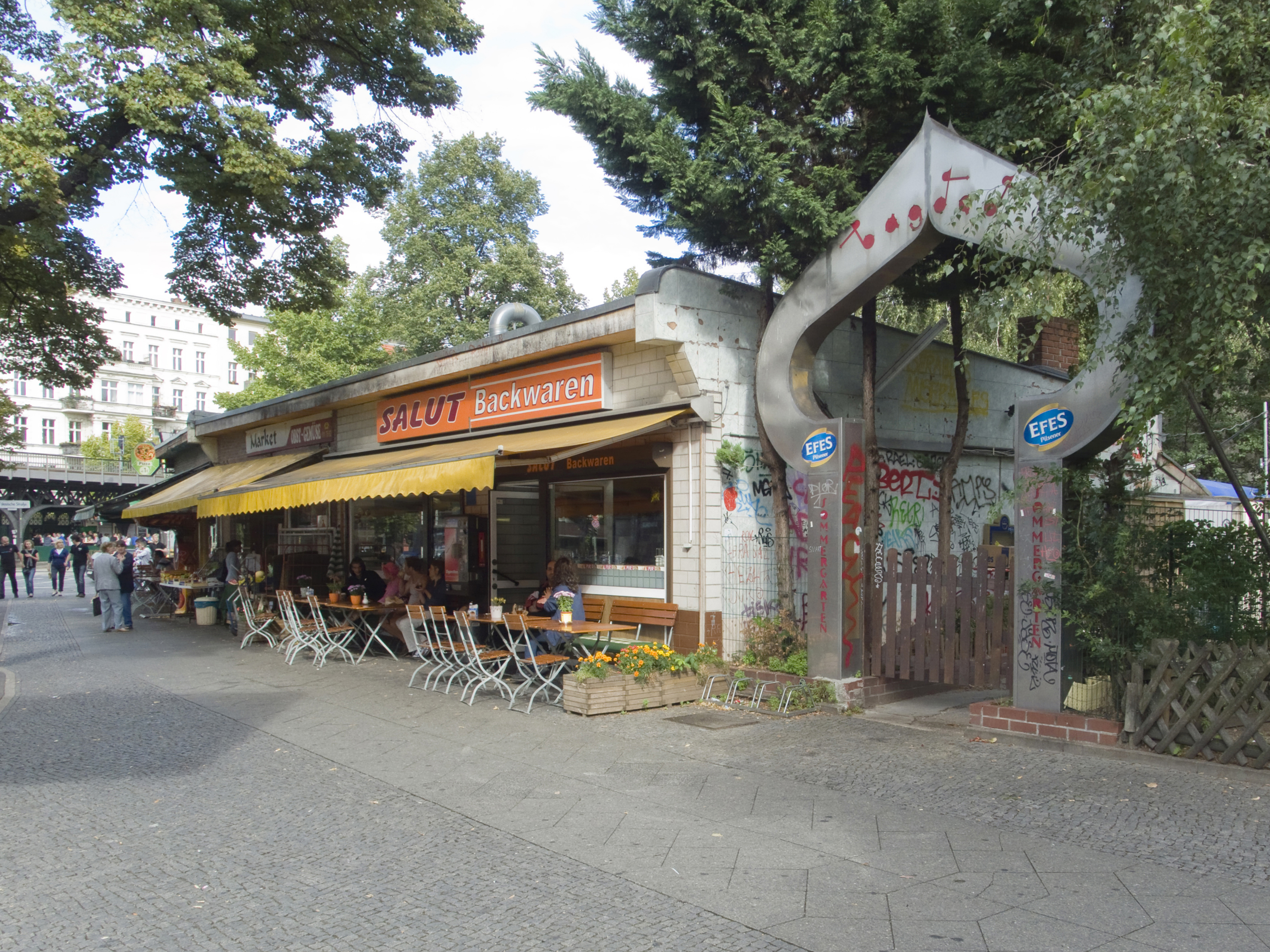
IBA-Projekt-Nr. 144: Erhaltung und Erweiterung der Gewerbenutzung am Schlesischen Tor
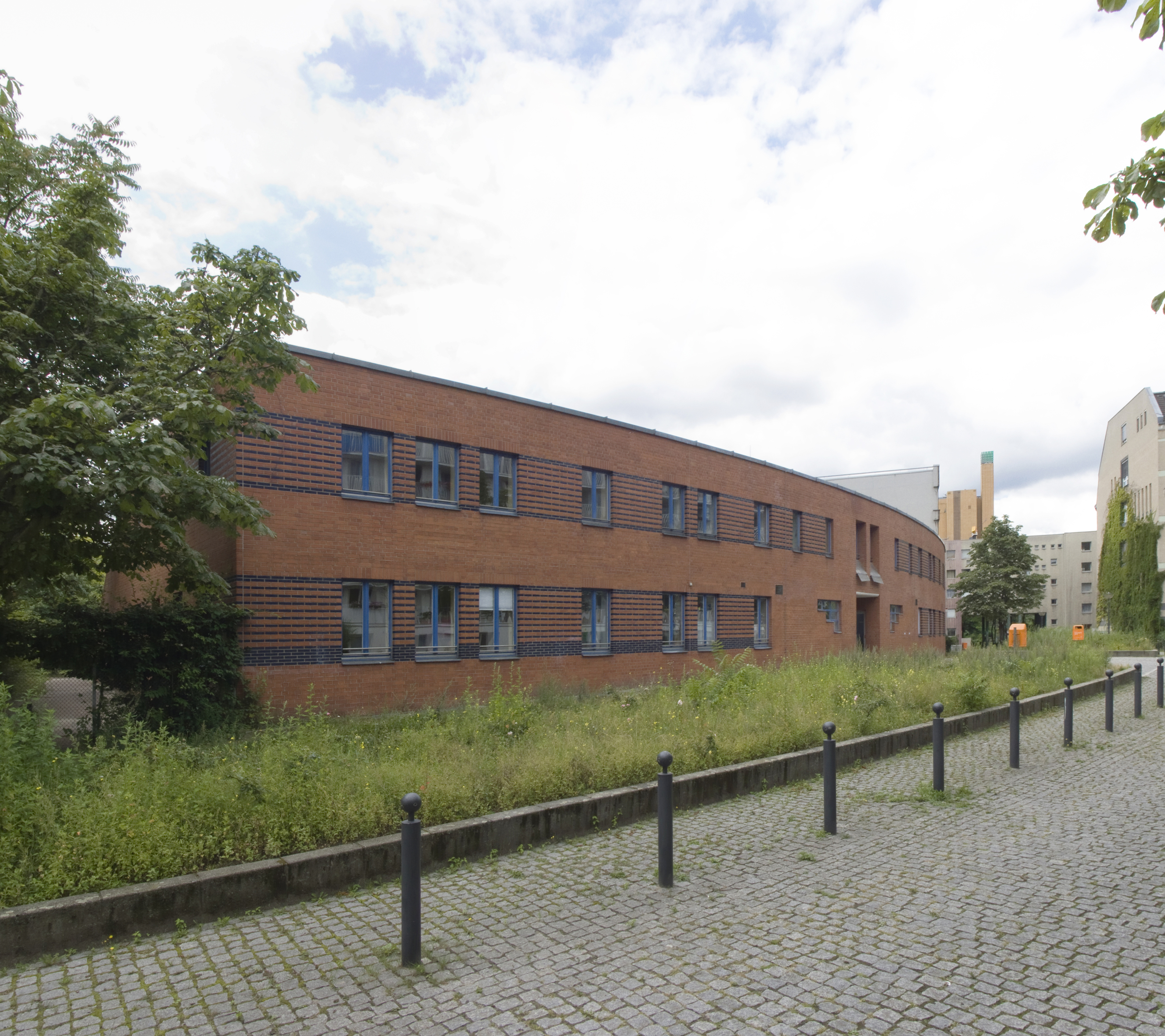
IBA-Kindertagesstätte im Fanny-Hensel-Weg, Berlin-Kreuzberg